# Margarida Camprubí i Vendrell
Margarida Camprubí i Vendrell és psicòloga, especialista en administració pública i escriptora. Membre de l'associació d'escriptors en llengua catalana.

## Biografia
És llicenciada en Filosofia i Lletres especialitat Psicologia clínica per la UAB. Va estudiar Dramatúrgia a ESAD, i va interpretar diverses obres teatrals a Giravolt. La seva vida laboral l'ha dedicada a treballar per a les persones més desfavorides pel sistema. Es va diplomar en Funció Gerencial a les administracions públiques per ESADE, on va impartir cursos de Transversalitat, la tesi que defensa en el seu assaig Després de newton o com fer realitat la transformació de l'administració pública.
Va ocupar el càrrec de directora de l'àrea de serveis a la persona de l'Ajuntament de Mollet fins al 1993 i va participar en l'organització de la subseu Olímpica de Tir. Directora de l'Ajuntament de Vilafranca del Penedès fins al 1999, posant en pràctica la transversalitat com a model organitzatiu.
Com a Presidenta i directora de l'empresa Chamaerops, SL i, posteriorment, de Xamaerops, sccl fins al 2011 va desenvolupar el PAC del Vallés Oriental i els plans estratègics de diversos municipis del Baix Llobregat.
Al 2011 va crear el partit Gent de Begues, essent escollida primera tinenta d'alcaldia, càrrec que va revalidar la legislatura següent.
Activista pels drets de les dones, ha format part de diverses organitzacions feministes i ha publicat diversos articles. Al 2014, dins el 4t congrés de les dones del Baix Llobregat, va organitzar els actes de la subseu de Begues.
Com a escriptora de ficció es va donar a conèixer amb el recull de relats La maleta. Contes no misògins, essent escollits tres contes per a ser dramatitzats: "Un, dos, tres...", "La cuina de bolets" i "No hi soc", interpretats per Dolça Vilallonga.
Viatgera incansable, ha usat aquesta experiència de vida com a font d'inspiració per als seus relats.

## Publicacions

### Assaig
- Implicacions i problemes de la reforma de l'ensenyament mitjà, UAB, Barcelona, 1979. D.L. B-25.355/82
- Itineraris per la història i la natura de Gavà, UAB, Ajuntament de Gavà i la Direcció General de Política Lingüística, 1989. ISBN 84-505-8832-4
- Les àrees de serveis personals: anàlisi del procés i propostes de futur,[3] Patronat Flor de Maig, Diputació de Barcelona, 1995. ISBN 84-7794-334-6
- Després de newton o com fer realitat la transformació de l'administració pública,[4] Edicions del Serbal, Barcelona, 2001. ISBN 84-7628-374-1
- El consell de les dones sàvies, editorial El clavell, 2007. ISBN 978-84-89841-41-3
- L'aproximació de la política a la ciutadania, Papers de la Fundació Rafael Campalans, núm. 155, 2008. ISSN 1138-4514
- Dones sàvies de Sant Cosme, 2010. D.L. B-14.585-2010
- Consell de Dones Sàvies de Sant Vicenç dels Horts, 2011. D.L. T-0522-11

### Recull de contes
- Guspires al quadern, Ajuntament de Begues, 2015. D.L. B-38486-2007
- La maleta. Contes no misògins.[5][6][7][8][9]Editorial Voliana, 2020. ISBN 978-84-121852-8-7
- A la recerca del matriarcat,[10][11][12][13] Editorial Comte d'Aure, 2021. ISBN 978-84-123456-8-1
- Per on mamen els elefants?[14] Editorial Tushita, 2022. ISBN 978-84-125129-1-5
- Recull de relats Castell de Canyelles, "El gat de Canyelles", 2022. D.L. B-6820-2021

### Articles
- "Després de la formació, l'autoformació compartida: una experiència a valorar dins l'administració pública", Patronat Flor de Maig, Diputació de Barcelona.
- "La transversalitat com a recerca del paradigma d'una nova cultura organitzativa. L'experiència dels plans transversals a l'Ajuntament de Vilafranca del Penedès", Revista de serveis personals locals, CIFA, núm. 9, Patronat Flor de Maig, Diputació de Barcelona, 1998. ISSN 1136-5560
- "La transversalitat, paradigma d'una nova cultura organitzativa a l'administració",[15] Revista de serveis personals locals, núm. 19 de Funció Pública de la Generalitat de Catalunya, 1999. ISSN 0214-0020
- "Conversa sobre la violència de gènere a la literatura",[16] Dones digital, 2021.
- "Arts molt dramàtiques",[17] Dones Digital, 2021.

### Obra traduïda
- Después de Newton o cómo hacer realidad la transformación de la administración pública, Edicions del Serbal, Barcelona, 2001. ISBN 84-7628-387-3

## Premis
- Premi d'investigació local per la Diputació de Barcelona, amb l'assaig Després de newton o com fer realitat la transformació de l'administració pública, 2001.[18]
- Segon premi Sant Jordi (Begues) amb el relat “Vidres esmicolats”, 2016.[19]
- Primer premi del concurs d'arts Gavàmón amb el poema titulat “Drets”, 2017.[20]
- Primer premi del concurs El pot petit amb el relat “La malura dels cirerers", 2018.[21]
- Finalista del concurs de novel·la negra de Canyelles amb El gat de Canyelles[22][23], 2022.